# Cuộc bắt cóc khỏi Hậu cung Seraglio

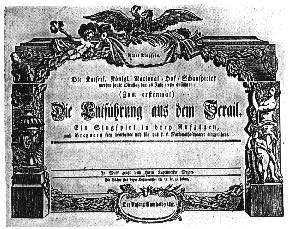
Vở opera Cuộc trốn thoát khỏi hậu cung, K384

Cuộc bắt cóc khỏi Hậu cung Seraglio (tiếng Đức: Die Entführung aus dem Serail) hay còn gọi là Il Seraglio là một trong những vở opera xuất sắc nhất của nhà soạn nhạc người Áo Wolfgang Amadeus Mozart. Ông cho ra đời tác phẩm này vào năm 1782, khi ông không trở về quê hương Salzburg một lần nữa (ông sống từ đó cho đến cuối đời tại thủ đô Viên). Trong vở opera này, Mozart đã đưa nghệ thuật singspiel (tiếng Đức: hát và diễn), một loại hình opera mang chất Đức, lên một đỉnh cao. Có thể nói đây là một bước tiến không nhỏ của singspiel (và nó lên đến đỉnh cao nhất với vở opera khác của Mozart: The Magic Flute). Một điều đáng nói là sau vài ngày công diễn Cuộc trốn thoát khỏi hậu cung, Mozart cưới Constanze Weber là vợ và cả hai người cùng những đứa con của mình bắt đầu những ngày tháng sống khó khăn tại thành Viên.